# كلانسي إيكلس
كلانسي إيكلس (بالإنجليزية: Clancy Eccles)‏ هو منتج أسطوانات وملحن ومغني ومغن مؤلف جامايكي، ولد في 9 ديسمبر 1940 في أبرشية سانت ماري ‏ في جامايكا، وتوفي في 30 يونيو 2005 في سبانيش تاون في جامايكا بسبب نوبة قلبية.

## وصلات خارجية
- كلانسي إيكلس على موقع ميوزك برينز (الإنجليزية)
- كلانسي إيكلس على موقع ديسكوغز (الإنجليزية)